# Trigonospora caudipinna
Trigonospora caudipinna är en kärrbräkenväxtart som först beskrevs av Ren-Chang Ching, och fick sitt nu gällande namn av Sledge. Trigonospora caudipinna ingår i släktet Trigonospora och familjen Thelypteridaceae. Inga underarter finns listade.